# Micropsectra tusimaopea
Micropsectra tusimaopea är en tvåvingeart som beskrevs av Sasa och Suzuki 1999. Micropsectra tusimaopea ingår i släktet Micropsectra och familjen fjädermyggor. Inga underarter finns listade i Catalogue of Life.